# Natasha Lytess
Natasha Lytess (Ekaterinoslav, 16 de maio de 1911 - Zurique, 12 de maio de 1963)[carece de fontes?] foi uma atriz, escritora e dramaturga alemã, mais conhecida como a professora particular de artes dramáticas de Marilyn Monroe, no período de 1948 a 1955.[carece de fontes?] Dentre os alunos incluíam: Mamie Van Doren, Virginia Leith e, Ann Savage.[carece de fontes?] É considerada uma das melhores professoras de Hollywood.
Lytess morreu de câncer quatro dias antes de seu aniversário de 52 anos em Zurique (Suíça).[carece de fontes?] Ela foi retratada por Lindsay Crouse em Norma Jean & Marilyn[carece de fontes?], e por Embeth Davidtz em A Vida Secreta de Marilyn Monroe.

## Filmografia
- 2012: Com Amor, Marilyn  (do inglês With Love, Marilyn);[carece de fontes?]
- 1961: Barrabás;[carece de fontes?]
- 1958: Teatro das Estrelas (do inglês Playhouse of Stars; série de TV);[carece de fontes?]
- 1954: Adivinhe o que ele faz (do inglês What's My Line?; série de TV);[carece de fontes?]
- 1952: Um Começo de Vida (do inglês  Anything Can Happen);[carece de fontes?]
- 1951: A Terrível Suspeita (do inglês The House on Telegraph Hill);[carece de fontes?]
- 1942: Era uma Lua de Mel (do inglês Once Upon a Honeymoon);[carece de fontes?]
- 1940: O Inimigo X  (do inglês Comrade X).[carece de fontes?]